# Kage Baker
Kage Baker (Los Angeles, 10 giugno 1952 – Pismo Beach, 31 gennaio 2010) è stata un'autrice di fantascienza e fantasy statunitense.

## Biografia
Kage Baker nacque nel distretto di Hollywood in California. Era un'appassionata di storia dell'Inghilterra elisabettiana e prima di diventare una scrittrice professionista lavorò per 12 anni nella Marina degli Stati Uniti, oltre che come insegnante, pittrice e attrice.
Nel marzo 1997 fece il suo esordio sulla rivista Asimov's Science Fiction pubblicando il suo primo romanzo, La compagnia del tempo (In the Garden of Iden). Questo romanzo è il primo di una fortunata serie avente per tema il viaggio nel tempo, il ciclo della Compagnia del tempo, in cui una potente multinazionale del futuro, la Dr. Zeus Inc., controlla il passato attraverso cyborg immortali, la cui unica debolezza consiste nella passione incontrollabile per il theobromo.
È morta nel 2010 all'età di 57 anni in seguito ad un tumore all'utero.

## Opere

### Ciclo dellaCompagnia del tempo

#### Serie principale
1. La compagnia del tempo (In the Garden of Iden, 1997), Urania n.1432, Mondadori, Gennaio 2002; ristampato nel n.1592, Maggio 2013.
2. La compagnia del tempo: Coyote del cielo (Sky Coyote, 1999), Urania n.1455, Mondadori, Dicembre 2002; ristampato nel N° 1629, Aprile 2016.
3. La compagnia del tempo: Mendoza a Hollywood (Mendoza in Hollywood, 2000), Urania n.1465, Mondadori, Maggio 2003.
4. La compagnia del tempo: il futuro in gioco (The Graveyard Game, 2001), Urania n.1486, Mondadori, Maggio 2004.
5. La compagnia del tempo: il mondo che verrà (The Life of the World to Come, 2004), Urania n.1573, Mondadori, Agosto 2011.
6. La compagnia del tempo: Il figlio della compagnia del tempo (The Children of the Company, 2005), Urania n.1713, Mondadori, Aprile 2023.
7. Il figlio della macchina (The Machine's Child, 2006), Urania n.1720, Mondadori, Novembre 2023.
8. The Sons of Heaven, 2007.
9. Not Less than Gods, 2010.
10. Nell Gwynne's On Land and At Sea, 2012.

#### Antologie di racconti
- I cavalieri del tempo (Black Projects, White Knights, 2002), Urania, supplemento n.27 al n.1509, Mondadori, Aprile 2006.
- Gods and Pawns, 2007.
- In the Company of Thieves, 2013.

#### Romanzi e racconti autonomi
- L'imperatrice di Marte (The Empress of Mars, 2000), racconto, Odissea Fantascienza n. 20, Delos Books, 2007
- Benvenuto nell'Olimpo, signor Hearst (Welcome to Olympus, Mr. Hearst, Asimov's, Oct-Nov 2003), Odissea Fantascienza n. 16, Delos Books, 2007, ISBN 9788889096574.
- The Angel in the Darkness, 2003. Racconto incluso in Gods and Pawns.
- Rude Mechanicals, 2007.
- The Women of Nell Gwynne's, 2009.

### CicloThe Anvil of the World
- The Anvil of the World, 2003.
- The House of the Stag, 2008 (prequel di The Anvil of the World)
- The Bird of the River, 2010.

### Altri romanzi
- Where the Golden Apples Grow, 2006.
- Or Else My Lady Keeps the Key, 2008.
- The Hotel Under the Sand, 2009.
- Ancient Rockets: Treasures and Trainwrecks of the Silent Screen, Tachyon Publications, 2012

### Antologie di racconti
- Mother Ægypt and Other Stories, 2004.
- Dark Mondays, 2006.
- The Best of Kage Baker, 2012 (comprende racconti dell'universo della Compagnia del tempo)